# Marie Delcourt
Marie Delcourt, auch Marie Curvers-Delcourt (* 18. November 1891 in Ixelles/Elsene; † 11. Februar 1979 in Lüttich) war eine belgische Altphilologin und Althistorikerin. Sie war die erste weibliche Dozentin an der Universität Lüttich und mit einem Kurs zur Geschichte des Humanismus im Jahr 1929 Begründerin der dortigen wissenschaftliche Tradition des interdisziplinären cours libre.

## Leben
Marie Delcourt studierte von 1911 bis 1919 an der Universität Lüttich, das Studium wurde während des Ersten Weltkriegs unterbrochen, als sie im belgischen Geheimdienst La Dame Blanche diente. Von 1919 bis 1921 war sie für einen Studienaufenthalt in Paris, wo sie Franz Cumont kennenlernte, der sie auch zu ihrer späteren Mythen- und Kultforschung anregte. Von 1922 bis 1942 unterrichtete sie Griechisch und Rhetorik am Lycée Institut supérieur des demoiselles in Lüttich. Sie war Teilnehmerin an den Zukunftsgesprächen zwischen Westeuropäern im Cercle de Colpach.
1929 wurde sie als erste Frau überhaupt Dozentin an der Universität Lüttich, zunächst im zusätzlichen Beruf. Von 1940 bis zur Emeritierung 1961 war sie dort ordentliche Professorin.

## Werk
Delcourt beschäftigte sich zunächst unter dem Einfluss von Léon Parmentier, Louis Havet, Paul Mazon und Abel Lefranc mit dem antiken Drama. Später befasste sie sich vor allem mit dem Humanismus, insbesondere mit Erasmus von Rotterdam und Thomas Morus. 1929 gab sie an der Universität einen interdisziplinären Kurs zum Humanismus, der eine neue interdisziplinäre Tradition der Universität begründete. In mehreren Schriften setzte sie sich mit dem Humanismus auseinander. Ein weiterer Schwerpunkt ihrer Forschung waren die antiken Mythen und Kulte. Ihre religionspsychologischen Deutungen der griechischen Mythen und Kulte, vor allem zu den Mythen um Ödipus sowie zu missgebildeten Kindern und Hermaphroditen in der Antike blieben in der Fachwelt nicht unumstritten. Dennoch verfasste sie mit Karl Hoheisel für das Reallexikon für Antike und Christentum den Artikel Hermaphrodit. Daneben publizierte sie auch zu ihren Reisen und 1947 ein wissenschaftliches Kochbuch.
Delcourt verstand auch sich selbst als Humanistin. Sie gehörte zu den Kreisen um die Schriftstellerin Aline Mayrisch de Saint-Hubert in Pontigny, hier stand sie beispielsweise mit André Gide und Jean Schlumberger im Austausch, zudem zum literarisch-künstlerischen Salon in Colpach. Auch ihr Mann, Alexis Curvers, mit dem sie seit 1932 verheiratet war, war Schriftsteller.

## Schriften
- La vie d’Euripide. Éd. Gallimard, Paris 1930.
- Eschyle. Éd. Rieder, Paris 1934 (Maîtres de Littérature, Band 18).
- Thomas More, œuvres choisies. Éd. La Renaissance du livre, Paris 1936.
- Stérilités mystérieuses et naissances maléfiques dans l’antiquité classique. Éd. Droz, Paris 1938 (Bibliothèque de la Faculté de Philosophie et Lettres de l’Université de Liège, Band 82).
- Périclès. Éd. Gallimard, Paris 1939.
- Légendes et cultes de héros en Grèce. Éd. P.U.F., Paris 1942. (Presses Universitaires de France, Mythes et religions, Band 10)
- Images de Grèce. Éd. Libris, Brüssel 1943.
- Érasme. Éd. Libris, Brüssel 1944.
- mit Conrad Stein: Œdipe ou la légende du conquérant. Éd. Fac.Phil.Lett., Lüttich 1944, (Bibliothèque de la Faculté de Philosophie et Lettres de l’Université de Liège, Band 104).
- Jean Schlumberger, essai critique. Éd. Gallimard, Paris 1945.
- Méthode de cuisine à l’usage des personnes intelligentes. Éd. Baude, Paris-Brüssel 1947.
- Les grands sanctuaires de la Grèce. Éd. P.U.F., Paris 1947 (Mythes et Religions, Band 21).
- Tragiques Grecs. Euripide. Éd. Gallimard, Paris 1962 (Bibliothèque de la Pléiade).
- Thomas More. L’Utopie. Éd. La Renaissance du Livre, Brüssel 1966.
- La correspondance d’Érasme. Collectif, tomes 1, 10, 11, Éd. Presses Académiques Européennes, Brüssel 1967–1982.
- L’oracle de Delphes. Éd. Payot, Paris 1955.
- Héphaistos ou la légende du magicien. Éd. Belles-Lettres, Paris 1957 (Bibliothèque de la Faculté de Philosophie et Lettres de l’Université de Liège, Band 146).
- Hermaphrodite, mythes et rites de la bisexualité dans l’antiquité classique. Éd. P.U.F., Paris 1958 (Mythes et religions, Band 36).
- Oreste et Alcméon. Étude sur la projection légendaire du matricide en Grèce. Éd. Belles-Lettres, Paris 1959 (Bibliothèque de la Faculté de Philosophie et Lettres de l’Université de Liège, Band 151).
- Pyrrhus et Pyrrha. Recherches sur les valeurs du feu dans les légendes helléniques. Éd. Belles-Lettres, Paris 1965, (Bibliothèque de la Faculté de Philosophie et Lettres de l’Université de Liège, Band 174).
- L’autre regard. Chroniques du Journal Le Soir. Ed. Le Cri/Académie royale de langue et de littérature françaises, Brüssel 2004 Inhalt.

Briefe
- Aline Mayrisch de Saint-Hubert – Marie Delcourt-Curvers. Correspondance 1923–1946. Avec quelques lettres d’Aline Mayrisch à Hélène Legros, Alexis Curvers, Denise Halkin. Hrsg. von Catherine Gravet, Cornel Meder. Vorwort C. Gravet. Cercle des Amis de Colpach, Luxembourg 2009

## Belege
1. ↑  Marie Delcourt, Karl Hoheisel: Hermaphrodit. In: Reallexikon für Antike und Christentum, Band 14, Stuttgart 1988, Sp. 649–682.

| Personendaten    | Personendaten                                           |
| ---------------- | ------------------------------------------------------- |
| NAME             | Delcourt, Marie                                         |
| ALTERNATIVNAMEN  | Curvers-Delcourt, Marie                                 |
| KURZBESCHREIBUNG | belgische Altphilologin, Religions- und Althistorikerin |
| GEBURTSDATUM     | 18. November 1891                                       |
| GEBURTSORT       | Ixelles/Elsene                                          |
| STERBEDATUM      | 11. Februar 1979                                        |
| STERBEORT        | Lüttich                                                 |